# Ojstri Vrh
Ojstri Vrh je naselje v Občini Železniki.